# Музей бронетанковой техники (Нижний Тагил)
Музей бронетанковой техники находится в городе Нижнем Тагиле, в Дзержинском районе города, по адресу Восточное шоссе, 28/5, возле главной проходной Уралвагонзавода. Музей вместе с Музеем истории Уралвагонзавода и Выставкой вагонной продукции УВЗ входит в музейно-выставочный комплекс УВЗ.

## История
Музей был открыт в 1986 г. в соответствии с приказом генерального директора Уралвагонзавода В. К. Сотникова. Открытие музея было приурочено к полувековому юбилею предприятия. На тот момент времени музей был открыт только для специалистов завода и был недоступен для других граждан. В 1988 г. здание музея оказалось в ведомстве торгового отдела предприятия и было превращено в склад готовой продукции. Экспозиция музея всё же была сохранена.
Здание было возвращено музею в 1997 году. Здесь впервые начали проводиться организованные экскурсии. В 2006 г. состоялось новое открытие музея, который был выведен из состава предприятия и стал доступен для посещения всеми желающими. Это событие было приурочено к 70-летию со дня основания Уралвагонзавода. На открытии присутствовали губернатор Свердловской области Эдуард Россель и архиепископ Екатеринбургский и Верхотурский Викентий. В числе первых экскурсантов были ветераны фронта и тыла, представители власти и священнослужители.

## Экспозиция
Экспозиция музея насчитывает более тысячи экспонатов. В их число входят узлы и детали боевых машин, приборы наблюдения, станки и инструменты, чертежи и эскизы, в том числе принадлежавшие Харьковскому паровозостроительному заводу.
В экспозиции показаны награды Уралвагонзавода от Ордена Ленина 1935 г. до Ордена Октябрьской Революции 1986 г., картины с сюжетами, посвящёнными деятельности Уралвагонзавода во время Великой Отечественной войны (например, «Отправка танкового эшелона на фронт»)
Украшением музея является популярная у посетителей экспозиция образцов серийной и экспериментальной бронетехники, производившейся на Уралвагонзаводе с времён Великой Отечественной войны до настоящего времени, в том числе ОТ-34, Т-54, «Объект 167», БРЭМ-1 и др.. Завершает экспозицию танк Т-90С. Ряд танков подготовлен для того, чтобы посетители могли посидеть внутри них. Около каждого танка находится табличка, на русском и английском языках рассказывающая об их тактико-технических характеристиках.
Интересна судьба отдельных танков в экспозиции. Огнемётный танк ОТ-34 в конце 1942 г. был утоплен экипажем в подмосковном озере во время учебного марша и брошен после безуспешных попыток вытащить из вязкого ила. Не удалось его поднять ни весной 1943 г., ни в 1950-е гг. при прокладке Московской кольцевой автодороги. Только в 1999 г. танк был вытащен с помощью современной техники, после чего его фактически разобрали и собрали заново, отремонтировав многие детали и заменив двигатель и трансмиссию. Ныне этот танк во время проведения Дня Победы и Международных выставок техники и вооружений в Нижнем Тагиле возглавляет парад техники. Экспериментальные «Объект 140» и «Объект 167» с 1960-х гг. находились в Историческом музее вооружения и бронетанковой техники в Кубинке, хоть и не в основной экспозиции, затем использовались в качестве мишеней при испытании противотанкового оружия, а в 2006 г. были переданы в дар нижнетагильскому музею начальником Главного автобронетанкового управления Министерства Обороны России В. А. Полонским. Танк Т-90С в 1999 г. участвовал в испытаниях бронетехники в пустыне Тар, в 2006 г. был передан в музей.

## Галерея

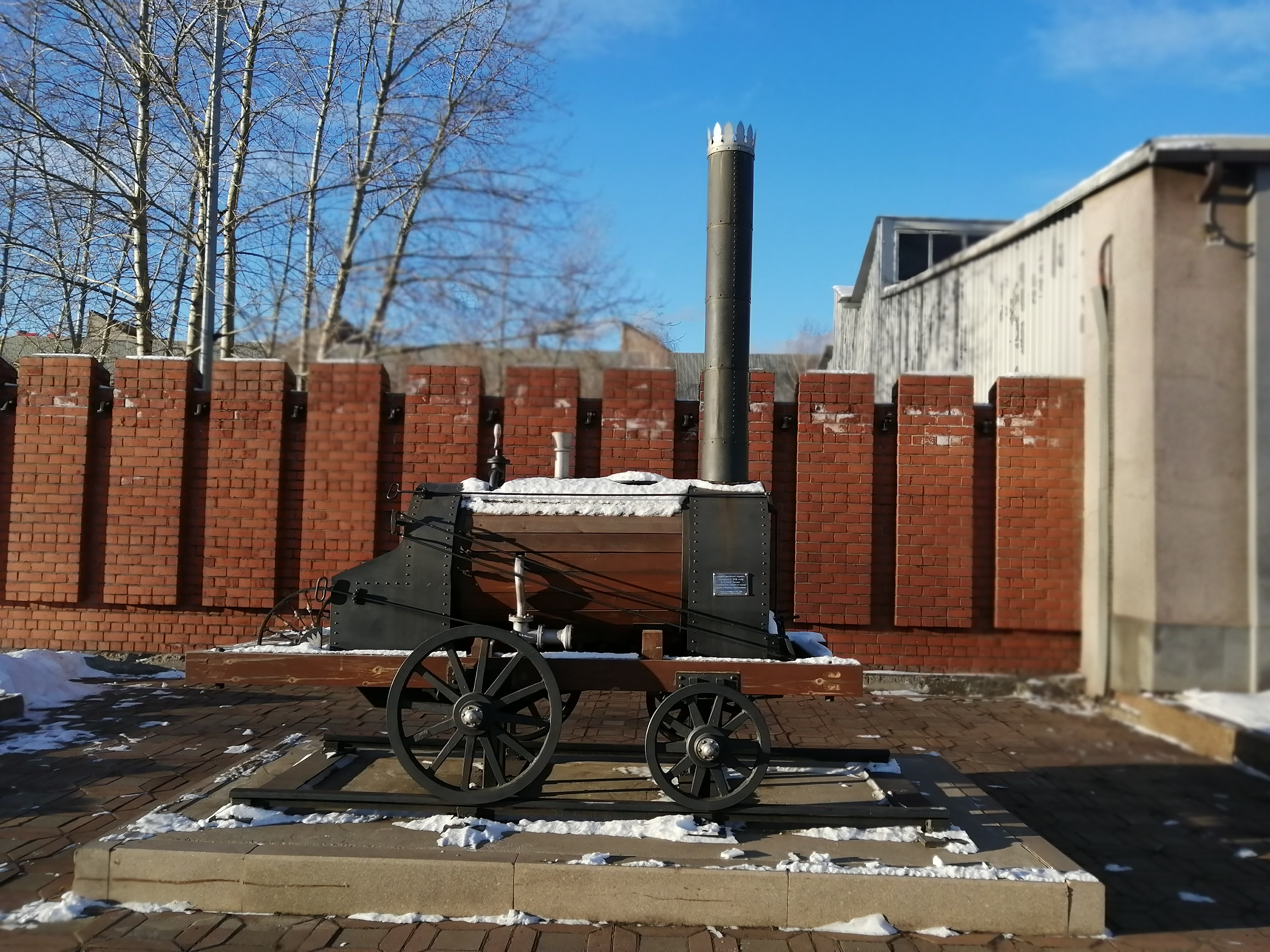
Паровоз Черепановых
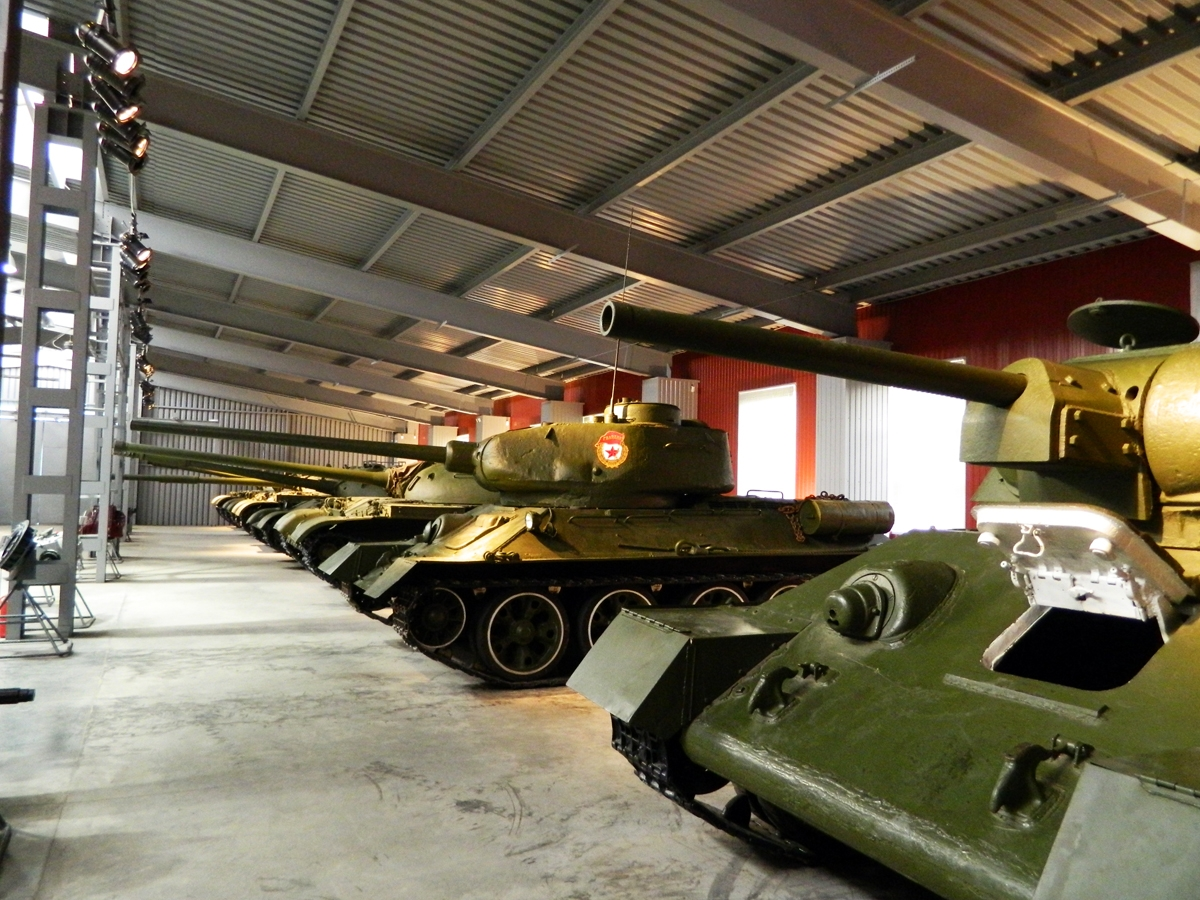
Экспозиция советских танков
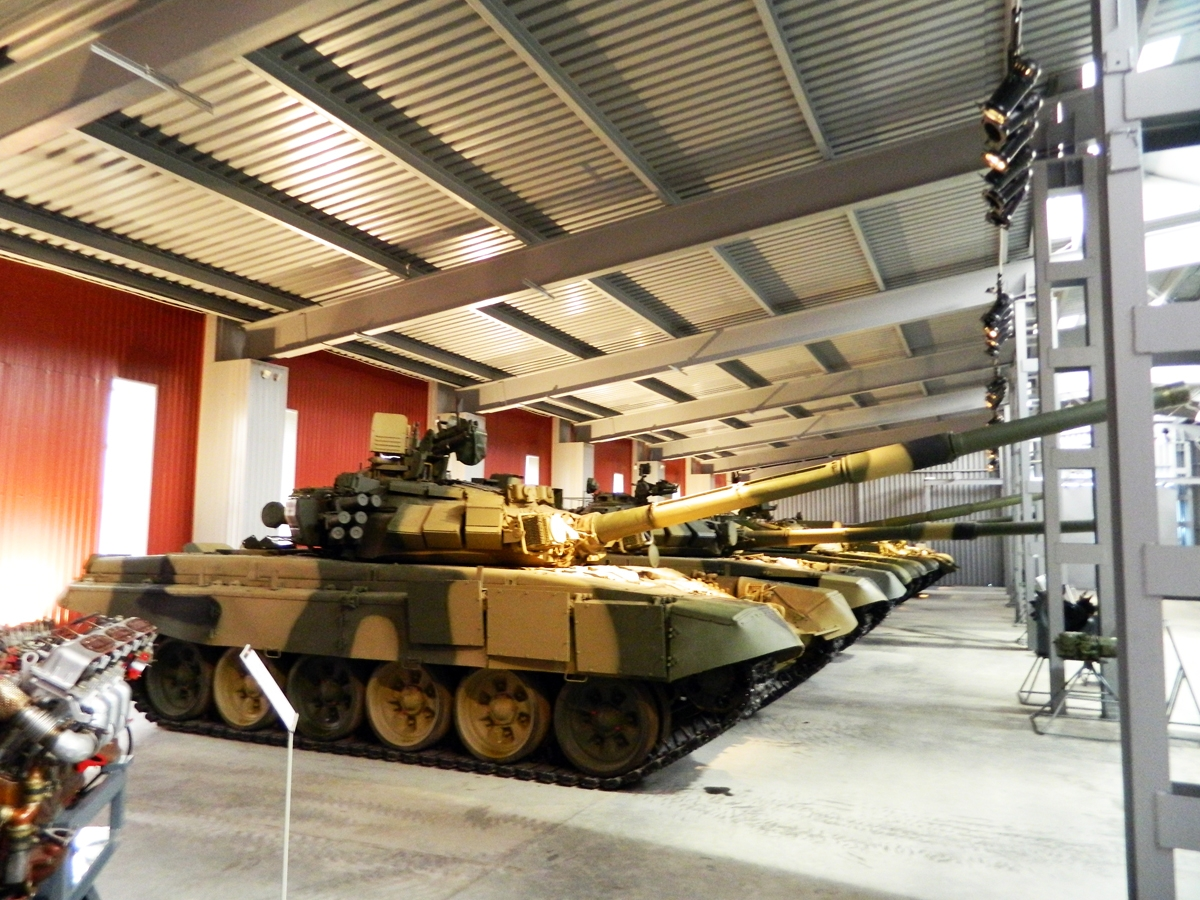
Экспозиция современных танков
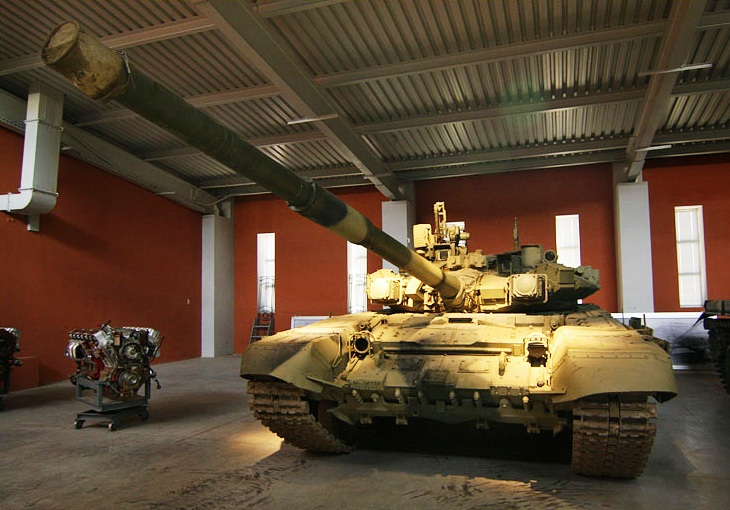
Т-90 с макетом двигателя
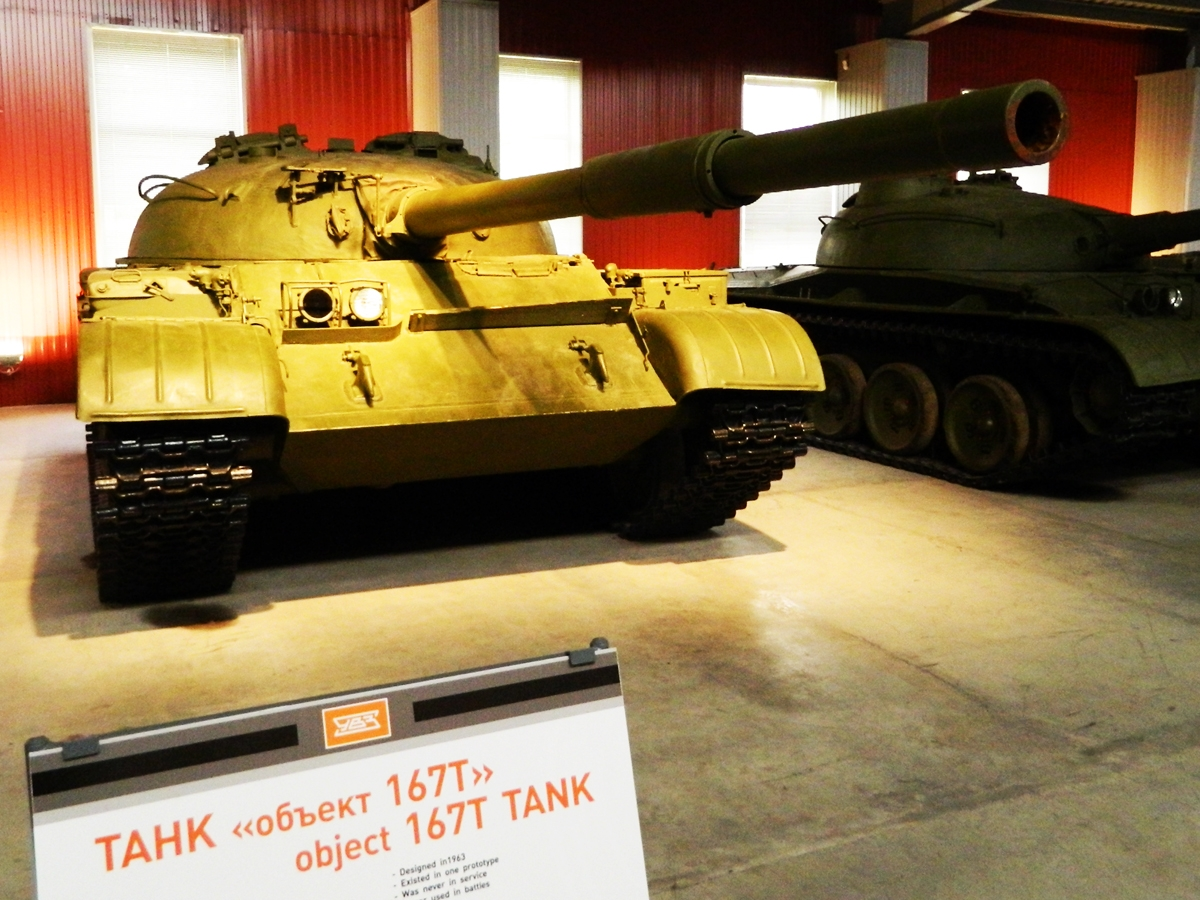
Экспериментальный танк «Объект 167Т»
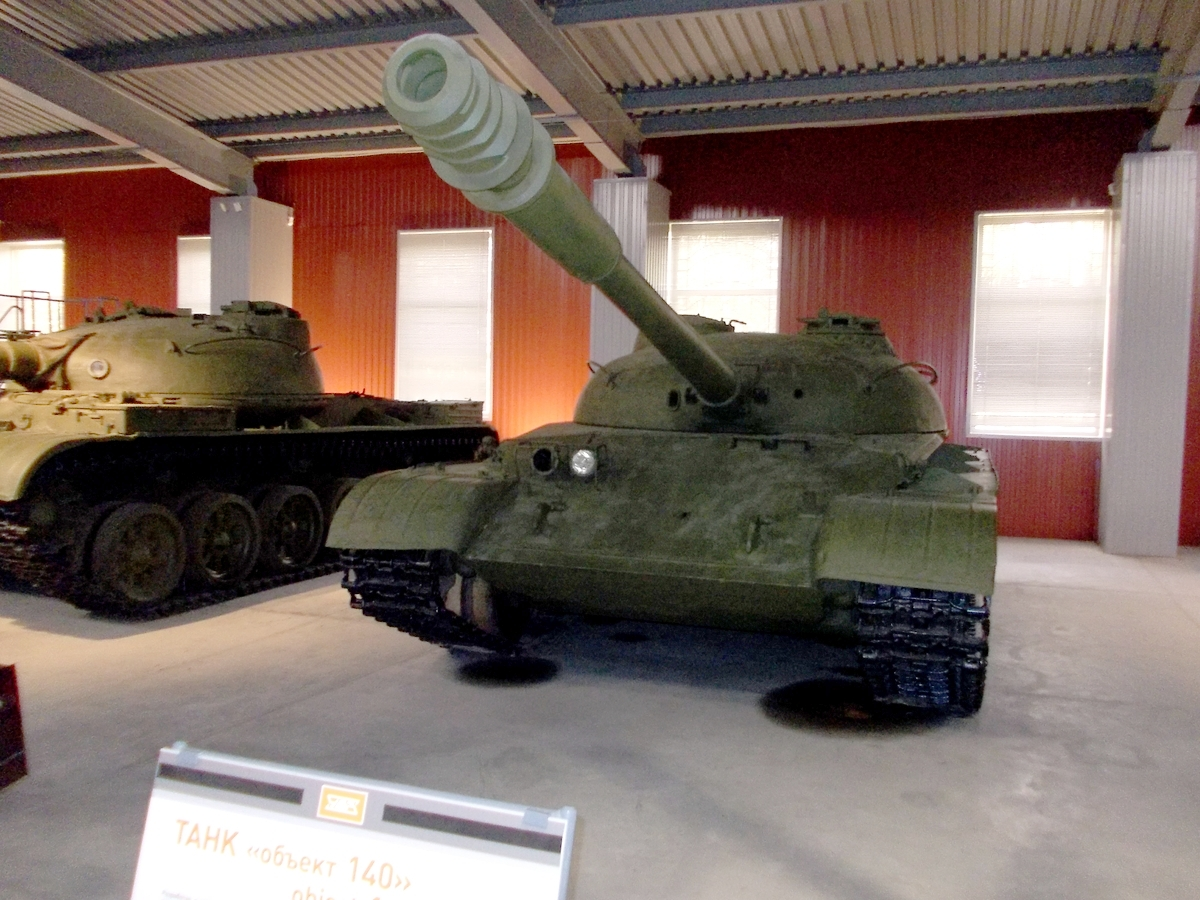
Основной боевой танк «Объект 140»